# Верресский замок
Верре́сский замок (итал. Castello di Verrès, фр. Château de Verrès) — средневековый замок, расположенный в коммуне Веррес, Италия.
Расположенный у входа долины Айяса, он является одним из самых знаменитых замков аостской долины.

## История
Замок принадлежал семейству Шалан (фр. Challant). Он был перестроен в 1390 в готическом стиле на месте предыдущей усадьбы по заказу Ибле́ Шаланского (фр. Yblet de Challant).
С конца XIX века замок принадлежит Итальянскому государству.

## Карнавал
В верресском замке ежегодно проводится исторический карнавал с персонажами Пьер де Сариьо (фр. Pierre de Sarriod) и Катрин де Шалан (фр. Catherine de Challant).

## Галерея

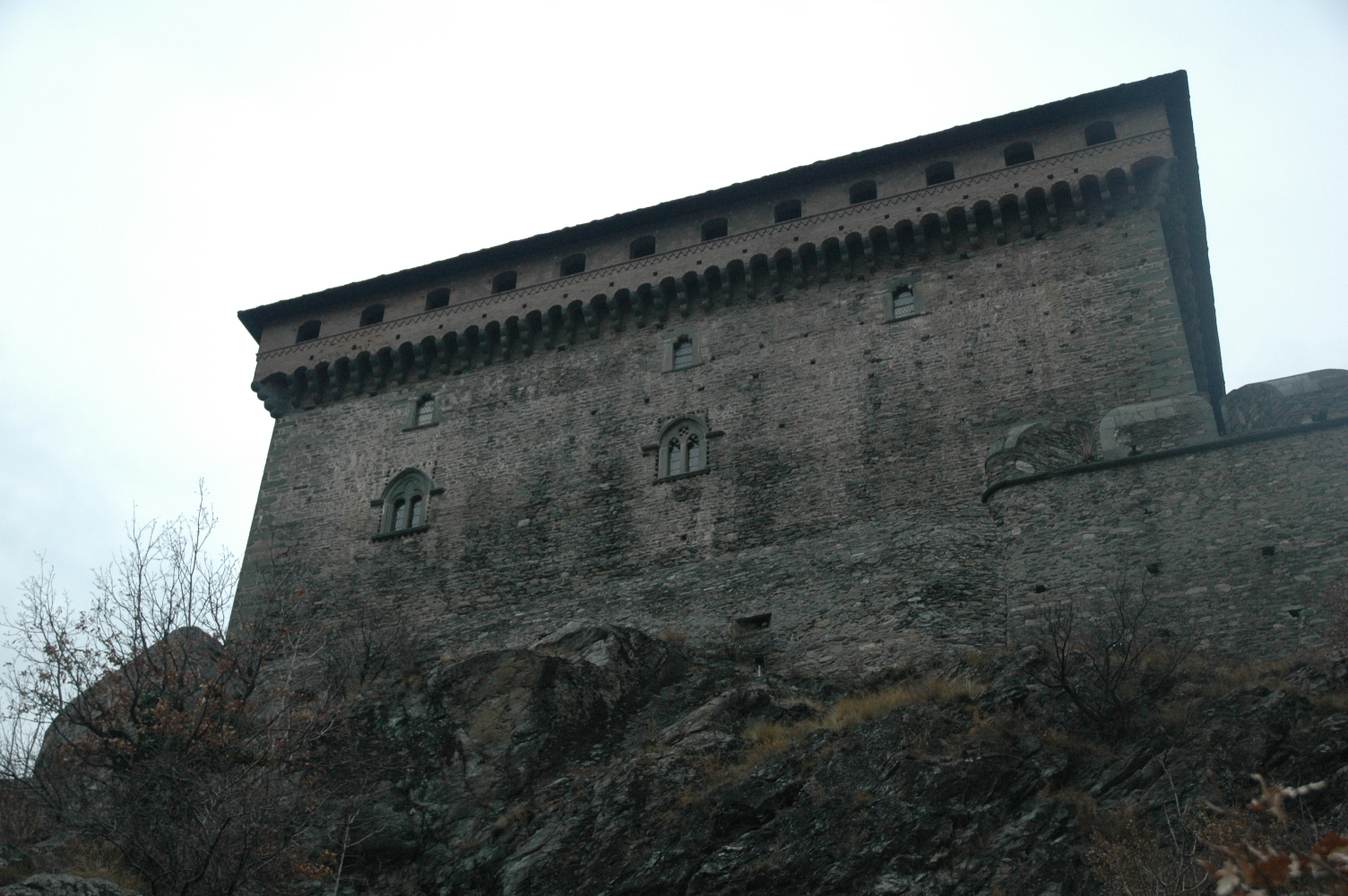
Восточный фасад.
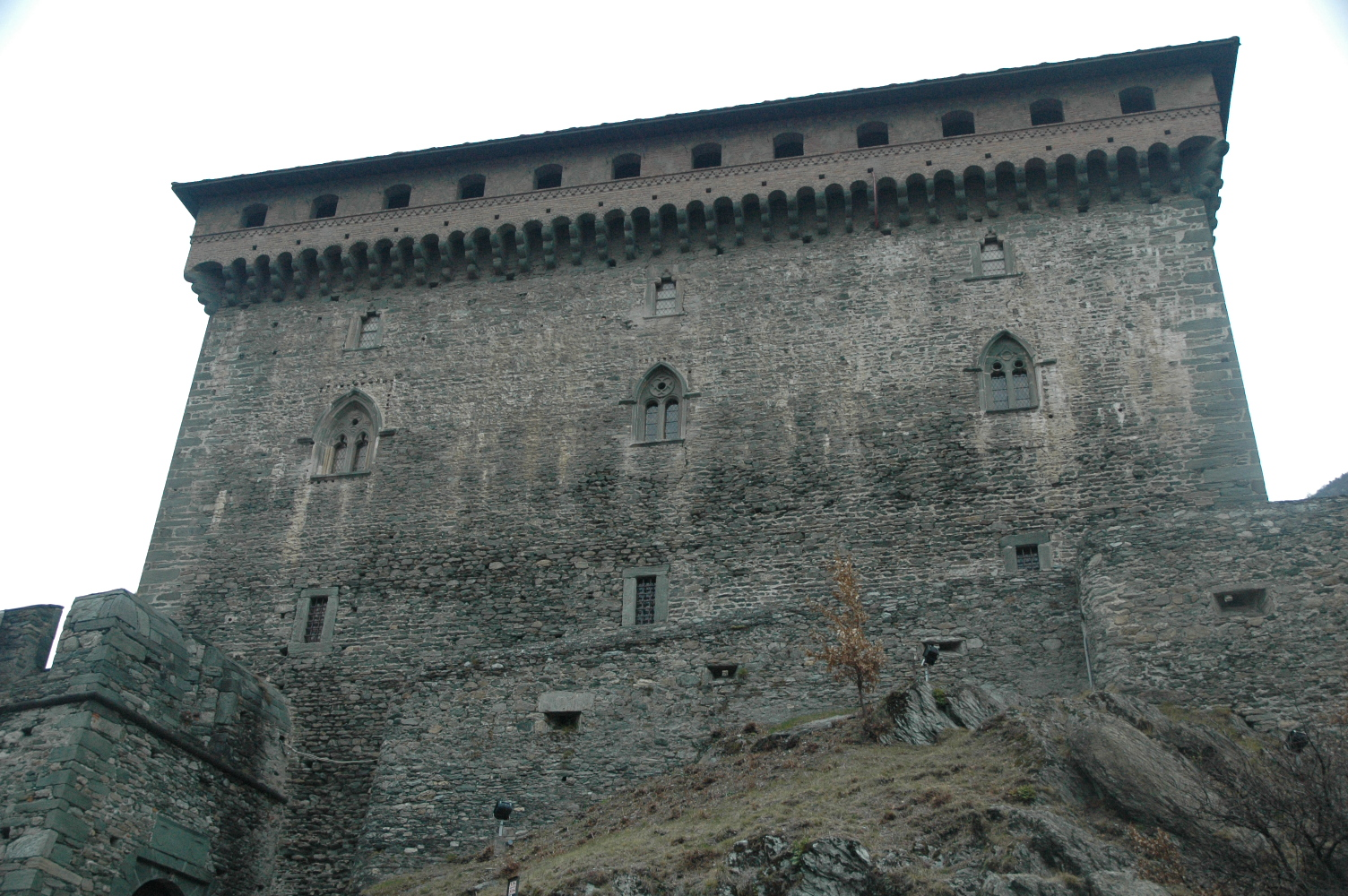
Южный фасад.